# Pseudoclanis zairensis
Pseudoclanis zairensis là một loài bướm đêm thuộc họ Sphingidae. Nó được tìm thấy ởCộng hòa Dân chủ Congo.